# Protaetia querula
Protaetia querula är en skalbaggsart som beskrevs av Newman 1841. Protaetia querula ingår i släktet Protaetia och familjen Cetoniidae. Inga underarter finns listade i Catalogue of Life.